# Simfonia núm. 37 (Mozart)
La coneguda com a Simfonia núm. 37 en sol major, K. 444 (K. 425a), no és una obra de Wolfgang Amadeus Mozart. És la Simfonia núm. 25 en sol major de Michael Haydn a la qual Mozart va afegir una introducció.
Es va considerar la simfonia completa durant molt de temps com una obra de Mozart, però en l'actualitat se sap que Michael Haydn en va compondre la major part: la Simfonia núm. 25 en sol major (Perger 16, Sherman 25, MH 334). La veritable autoria fou descoberta per Lothar Perger el 1907. Comentaristes moderns els costa de comprendre com els responsables de l'edició de Mozart per part de Breitkopf van poder considerar aquesta simfonia com la immediata successora de la Simfonia Linz, infinitament més simple i arcaica. Si hagués estat de Mozart, per l'estil, caldria datar-la molt abans dels 1783 «si Mozart hagués estat l'únic a compondre-la».
Mozart va compondre la introducció probablement vers la fi de 1783 per a ser interpretada en el mateix concert a Linz en què la Simfonia núm. 36 fou estrenada. Probablement va copiar la partitura per aprendre'n, però va escriure una nova introducció, un Adagio maestoso (algunes de les simfonies de Michael Haydn tenen introduccions lentes).
La introducció de Mozart en compàs ternari finalitza amb una fermata sobre un acord de V7 (setena de dominant), que condueix a un acord de tònica que és amb el qual comença l'obra de Haydn. Saint-Foix considera la introducció «un preludi expressiu que, a més, està en la mateixa tonalitat que el moviment que està destinat a preparar». Mozart no va copiar la resta de l'obra literalment: va suprimir un solo de fagot al mig de l'Andante sostenuto, i «sembla haver reduït la indicació colla parte, detallant la instrumentació dels instrument de vent al llarg de tota l'obra», d'acord amb Gary Smith.
D'acord amb l'edició de Breitkopf & Härtel, la partitura està escrita per a dos oboès, dues trompes i cordes, encara que en la seva interpretació tendeixen a usar-se fagots (sempre a l'uníson amb els violoncels excepte en els passatges més significatius de l'Adagio), que formaven part de la partitura original de Michael Haydn però suprimits per Mozart, i un clavicèmbal interpretant el baix continu basat en la línia del violoncel. La flauta només s'empra en la primera secció del moviment lent.